# Ahlerstedt
Ahlerstedt település Németországban, azon belül Alsó-Szászország tartományban. Lakosainak száma 5637 fő (2023. december 31.).

## Népesség
A település népességének változása:
| Lakosok száma | 5355 | 5371 | 5367 | 5545 | 5595 | 5637 |
|               | 2016 | 2017 | 2019 | 2021 | 2022 | 2023 |